# Jämsä
Jämsä este o comună din Finlanda.